# جوانا من
جوانا من (به انگلیسی: Juwanna Mann) فیلمی محصول سال ۲۰۰۲ آمریکا به کارگردانی جیمز وگان است. در این فیلم بازیگرانی همچون میگوئل ای.نونیز جونیور، ویویکا ای فاکس، کوین پولاک، تومی دیویدسون، جینووین، لیل کیم کیم وینس و جی.دان فرگوسن ایفای نقش کرده‌اند.

## خلاصه داستان
جمال جفریز(میگوئل ای.نونیز جونیور) یک بازیکن بسکتبال است او به دلیل مشکلاتی که برایش به وجود می‌آید از لیگ بسکتبال اخراج می‌شود از همین رو تصمیم می‌گیرد با پوشیدن لباس مبدل در لیگ بسکتبال زنان بازی کند و…